# 港城街道
港城街道是中华人民共和国广西壮族自治区贵港市港北区下辖的一个街道办事处。
2016年12月11日，广西壮族自治区人民政府批复同意撤销港城镇，由港北区直接管辖其行政区域。2017年11月29日，贵港市人民政府批复同意设立港城街道办事处。街道办事处驻地在民主路北段。

## 行政区划
港城街道下辖以下村级行政区划单位：
六八村、蓝田村、龙井村、富岭村、麻山村、樟村、石寨村、旺岭村、群山村、猫儿山村、旺华村、棉村、平富村和东山村。